# باول جيمس كي
باول جيمس كي (بالإنجليزية: Paul James Kee)‏ (21 فبراير 1967 في أيرلندا الشمالية - ) هو مدرب كرة قدم ولاعب كرة قدم بريطاني في مركز الوسط. لعب مع تشارلتون أثلتيك ونادي ساوثهامبتون ونادي كروسيدرز ونادي كوليرين ونادي لينفيلد ونوتينغهام فورست ونادي مانسفيلد تاون.

## وصلات خارجية
- باول جيمس كي على موقع قاعدة بيانات كرة القدم.إي يو (الإنجليزية)